# Кесарійська єпархія (Віфінія)
Кесарійська єпархія (Віфінія) (лат.: Dioecesis Caesariensis in Bithynia) — закритий престол Константинопольського патріархату і титулярний престол католицької церкви.

## Історія
Кесарія Віфінії, поблизу Бедемкоса (Бадемкьой) на території сучасної Туреччини, є стародавнім єпископством римської провінції Віфінія в цивільній єпархії Понт. Вона входила до Константинопольського патріархату і була суфраганною Нікомедійської архієпархії.
Єпархія зафіксована в Notitiae Episcopatuum Константинопольського патріархату до Х століття.
Є кілька відомих єпископів цієї стародавньої єпископської кафедри. Перший — Філей, ім'я якого з'являється в оповіді про мученицьку смерть св. Тирса та його супутників за часів імператора Діоклетіана; історія розповідає, що єпископ втік, переховуючись, побоюючись переслідування. Руф фігурує в списку єпископів, які брали участь у першому Нікейському соборі 325 року.
Жодних інших єпископів не відомо до VI століття. 20 липня 518 р. Павло підписав петицію, надіслану Константинопольським синодом до патріарха Іоанна, просячи його розірвати зв'язки з Севером Антіохійським і монофізитською партією та відновити халкедонську віру. Іоанн брав участь у Константинопольському синоді, зібраному у 536 р. патріархом Меною, під час якого на засіданнях 21 травня та 4 червня підписав засудження Севера Антіохійського та його прихильників, колишнього патріарха Антімо, сирійського ченця Зоори та Петра з Апамеї.
Для VI століття джерела передають імена двох інших єпископів. Єпископ Феодосій брав участь у суперечці про дві волі Христові 24 серпня 656 року з Максимом Сповідником, засланим у Бізю. Феодор брав участь у Константинопольському соборі 680–681 рр., де було засуджено єресь монофелітів.
Соборні джерела VIII і IX століть передають імена двох єпископів: Костянтина, який був присутній на другому Нікейському соборі 787 року; і Феопіст, який брав участь у Константинопольському соборі 879—880 рр., який реабілітував патріарха Фотія. Єпископська печатка, датована Х-XI століттями, носить ім'я єпископа Григорія; він міг належати єпископу Кесарії Віфінської, оскільки печатка не свідчить про те, що він був митрополитом.
З XVI століття Кезарія ді Бітінія вважалася одним з титульних єпископських осідків католицької церкви; місце було вакантним з 5 січня 1982 року. Останнім власником був Секондо Чіокка, допоміжний єпископ Генуї.

## Хронотаксис

### Грецькі єпископи
- Філей † (початок IV ст.)
- Руф † (згадується в 325 р.)
- Павло † (згадується в 518 р.)
- Іван † (згадується в 536 р.)
- Феодосій † (згадується 656 р.)
- Теодор † (згадується 680 р.)
- Костянтин † (згадується 787 р.)
- Теопіст † (згадується в 879 р.)
- Григорій ? † (Х-ХІ ст.)

### Титулярні єпископи
Єпископи XV, XVI і XVII століть — це ті, про яких повідомляє Католицька Ієрархія. Однак ці єпископи, ймовірно, належать до інших титулярних престолів з такою ж назвою; насправді, Папські щорічники XIX століття, Annuaire Pontifical Catholique 1917 року та Папський щорічник 1919 року, як відомо, мають офіси Кесарії Палестинської, Кесарії Понтійської (Каппадокії), Кесарії Філіпа та Кесарії Мавританської. Згідно Gcatholic, титульний центр Чезареї ді Бітінії був заснований у 1933 році; для якого лише три останні єпископи цього хронотаксису належали б до титульного престолу Кесарії Віфінської.
- Джованні † (1430–1440 помер)
- Анджело Перуцці † (5 листопада 1572 — 3 квітня 1581 призначений єпископом Сарсіни)
- Клод де Сен-Боне де Тоарас † (25 жовтня 1621 — 12 вересня 1625 наступник єпископа Німа)
- Шарль де Бурбон † (16 грудня 1652 — 28 жовтня 1656 змінив єпископа Суассона)
- Бонавентура Руссо † (6 травня 1658–1671 помер)
- Альфонсо Агуадо, OSB † (22 лютого 1672–1680 помер)
- Антоніо Геремія Пеше, CP † (10 травня 1951 — 25 березня 1953 призначений єпископом Додоми)
- Джованні Сісмондо † (30 вересня 1954 — 21 лютого 1955 призначений титулярним архієпископом Марчіанополі)
- Секондо Чіокка † (помер 15 квітня 1955 — 5 січня 1982)